# Wim Botman
Wim Botman (* 17. August 1985 in Schoorl) ist ein ehemaliger niederländischer Radrennfahrer.
Wim Botman gewann 2003 in der Juniorenklasse die Trofee van Vlaanderen Reningelst. 2004 fuhr er für niederländische Mannschaft Moser-ah.nl und 2006 wechselte er zum B&E Cycling Team. 2006 gewann er die Dorpenomloop door Drenthe. Im nächsten Jahr wechselte er zu dem Continental Team Ubbink-Syntec, wo er die Ronde van Limburg für sich entschied. 2008 wechselte er zu P3 Transfer-Batavus und seit 2009 fährt er für die Amateurmannschaft Midi Center-Ruiter Wielerteam. In der Saison 2010 gewann er jeweils eine Etappe beim Ras Mumhan und bei der Tour du Faso.
Nachdem er 2012 und 2013 für das Koga Cycling Team fuhr, beendete er Ende der Saison 2013 seine Karriere als Berufsradfahrer.

## Erfolge
2010
- eine Etappe Tour du Faso

2011
- eine Etappe Tour d’Indonesia

## Teams
- 2004 Moser-ah.nl
- 2005 Moser-AH-Trentino
- 2006 B&E Cycling Team
- 2007 Ubbink-Syntec
- 2008 P3 Transfer-Batavus
- 2012–2013 Koga Cycling Team